# 三遊亭好青年
三遊亭 好青年（さんゆうてい こうせいねん、1985年10月3日 - ）は、スウェーデン出身の落語家である。五代目円楽一門会所属。師匠は、三遊亭好楽。ヨーロッパ出身初の外国人落語家であり、江戸落語では唯一の外国人落語家。スウェーデンで初の落語家となる。

## 来歴
スウェーデン、ウプサラに生まれる。日本のアニメーションや漫画をきっかけに日本に興味を持つようになる。また、スウェーデン大使であった祖父の赴任地であったアジアに、より一層興味を惹かれた。高校で、外国語授業の選択科目で日本語を学び、名門国立ストックホルム大学では、日本語を専攻した。
在学中、いずれも交換留学生として大学2年次に南山大学に、そして大学4年次には中央大学文学部に通う。大学2年次に、日本語能力試験一級に合格。
中央大学留学時に、日本語と好きな演劇の両方ができる落語に興味を持ち、勧誘を受けて落語研究会に入部。交換留学を終えストックホルム大学に戻り卒業論文には、落語「権助魚における人間関係」を書いた。
大学卒業後の2014年、演劇と落語を学ぶため再来日し、東京フィルムセンタースクールオブアート専門学校に入学する。専門学校で演劇を学ぶ一方、出身地スウェーデンの企業であるボルボ・カーズとイケアにちなんだ「ボルボ亭イケ也」の名前で、素人として落語会に出演した。
落語家になるために2016年7月、三遊亭好楽に入門。好楽にとって10番目の弟子だったことにちなみ、「じゅうべえ」の名を与えられた。
2020年8月より二ツ目に昇進、師匠好楽の好の字を頂き「好青年」と命名される。
江戸時代から400年続く落語の世界で、ヨーロッパ初の外国人落語家となる。スウェーデンで、初の落語家。
江戸落語では唯一の外国人落語家。

## 人物
- グルテンアレルギーである[7][8]。このため、小麦が入っている食べ物は食べることができない。10割そば、寿司、チョコレート、煎餅、マカロンが好き。

## 芸歴
- 2016年7月∶三遊亭好楽に入門、前座名「じゅうべえ」[2]。
- 2020年8月∶二ツ目昇進、「好青年」に改名。
- 日本各地での落語会、さらに母国スウェーデン、フランス、ドイツ、イギリス等ヨーロッパを中心にスウェーデン語、英語で海外公演も行う。
- 寄席や落語会では日本語で落語を行うが、近年では、日本でも、英語で落語を聞きたいという要望も多く、さらに落語の魅力を海外に広めたく英語落語も披露している。英語落語を披露する際は、師匠から教わった噺を自分で翻訳し、江戸落語の要素やニュアンス、日本語の言葉を大切に、落語家だからこそできる翻訳をして外国語（英語、スウェーデン語）で落語を披露。
- 落語を、座布団の上で扇子と手ぬぐいのみで演じるミニマルスィックな日本の芸術として、母国スウェーデンでは、幅広い年代に向けて博物館や大学、ホール等様々な場所で披露し、依頼も受ける。

## 出演

### テレビ
- ウチの子、ニッポンで元気ですか？（2019年12月24日、TBSテレビ）
- ワタシが日本に住む理由 （2016年6月27日、BSジャパン）
- ワタシが日本に住む理由 200回スペシャル「日本で才能が開花した外国人」（2020年11月2日、BSジャパン）
- 笑点特大号「若手大喜利」（2021年～、BS日テレ）
- NHK World 「MY JOB IN JAPAN総集編」司会（2023年9月23日、NHK WORLD）
- 笑点「お正月だよ。大喜利祭り、師弟ペア大喜利」（2024年1月14日、日本テレビ）
- 笑点特大号「好楽一門VS特大号チーム」（2023年12月12日、日本テレビ）
- 寄席チャンネル　三遊亭好青年「お菊の皿、怪談牡丹灯籠　お札はがし」（スカパー）
- NHK 渋沢栄一特別番組 　司会（NHK）
- NHK World 「Japanology Plusー RAKUGO」(NHK WORLD)
- NHK World 「Where we call home ー Workpedia Japan！」(NHK WORLD)
- ディスカバリーチャンネル Imaginez大学ークリエーターとその愉快な仲間たち（スカパー)
- Lifull企業CM
- NHK World　「MY JOB in JAPAN 2025」総合司会、ナレーション　(2025年3月30日、NHK WORLD)

### ラジオ
- 山崎怜奈の誰かに話したかったこと。（2023年12月18日、TOKYO FM）
- Tokyo Midtown presents The Lifestyle MUSEUM (2020年８月28日、TOKYO FM)
- NHKラジオ深夜便〔話芸100選〕（NHK）
- NHKラジオ   「NEXT名人寄席」（NHK）
- Sunstar weekend journey （FM YOKOHAMA）
- 「SWEET!! Friday Edition」(ラジオ日本)
- 「ヤングタウン日曜日」（MBSラジオ）
- 「シーサイドカフェ828」(2024年8月22日、鎌倉FM)
- REDS WAVE 87.3 FM「吉武大地の未来（みら）くるミュージック！」